# 이푸카스나무타기쥐
이푸카스나무타기쥐(Rhipidomys ipukensis)는 비단털쥐과에 속하는 남아메리카 설치류이다. 브라질의 토착종이다.

## 특징
작은 설치류로 꼬리 길이 113~165mm를 제외한 몸길이가 99~141mm, 발 길이가 24~27mm, 귀 길이가 20~23mm, 몸무게가 최대 103g이다. 털은 짧고 거칠다. 등 쪽 털은 갈색-노란색부터 갈색-오렌지색까지 다양하다. 옆구리는 연한 색을 띠는 반면에 배 쪽은 희끄무레한 색부터 크림색까지 다양하다. 어린 새끼는 등 쪽이 연한 회색이고 배 쪽은 희다. 귀는 크고 갈색을 띤다.

## 생태
수상성 동물이다. 먹이는 씨앗이다. 9월에 성적으로 성숙한 암컷과 수컷이 포획된다.

## 분포 및 서식지
브라질 토칸칭스주 3곳에서만 알려져 있다. 계절성 충적토 숲에서 서식한다.